# Juliano Belletti
Juliano Haus Belletti, né le 20 juin 1976 à Cascavel, est un footballeur international brésilien. Il a remporté la Coupe du monde 2002. Il annonce la fin de sa carrière de footballeur le 28 juin 2011 à la suite de nombreuses blessures.

## Biographie
Belletti commence sa carrière au Cruzeiro EC en 1993. Après deux saisons, il se dirige vers le São Paulo FC qui le prête en 1998 à l'Atlético Mineiro avant de le laisser partir vers l'Europe. Il arrive dans la Liga espagnole en rejoignant Villarreal à l'orée de la saison 2002-2003, puis le Barça quelque temps après.
La première recrue de la seconde saison présidentielle de Joan Laporta est présentée aux supporters du FC Barcelone le 22 juin 2004. Belletti arrive du Villarreal CF, club avec lequel il a remporté la Coupe Intertoto et atteint les demi-finales de la Coupe UEFA. Il est recruté par les catalans pour remplacer le néerlandais Michael Reiziger.
Il atteint son heure de gloire en marquant le but de la victoire 2-1 du FC Barcelone sur Arsenal lors de la finale de la Ligue des champions 2005-2006 au Stade de France. Au mercato d'été 2007, il signe un contrat de trois ans avec le club londonien de Chelsea. Le club verse en échange 5,5 millions d'euros au Barça. Chelsea annonce officiellement son départ du club le 9 juin 2010. Le 14 juillet 2010, il signe à Fluminense pour deux ans.

### En équipe nationale
Il a remporté la prestigieuse Coupe du monde en 2002 avec le Brésil de Luiz Felipe Scolari.
Juliano Belletti compte 23 sélections (entre 2001 et 2005) avec l'équipe du Brésil, la première en mars face à l'Équateur en 2001. Il ne fut jamais titulaire en raison de la présence de l'indiscutable Cafù qui jouait au même poste.

## Palmarès
- Vainqueur de la Coupe du monde 2002 avec l'équipe du Brésil
- Champion de l'État du Minas Gerais en 1994, 1996 avec Cruzeiro et 1999 avec l'Atlético Mineiro
- Champion de l'État de São Paulo en 1998 et 2000 avec São Paulo
- Vainqueur du Tournoi de Rio-São Paulo en 2001 avec São Paulo
- Champion d'Espagne en 2005 et 2006 avec le FC Barcelone
- Vainqueur de la Supercoupe d'Espagne en 2005 avec le FC Barcelone
- Vainqueur de la Ligue des champions en 2006 avec le FC Barcelone
- Champion d'Angleterre en 2010 avec Chelsea
- Vainqueur de la Coupe d'Angleterre en 2009 et 2010 avec Chelsea
- Vainqueur du Community Shield en 2009 avec Chelsea
- Vainqueur du Championnat brésilien en 2010 avec Fluminense FC